# 李文秀 (主教)
李文秀（Giuseppe Maria Rizzolati，1799年10月30日—1862年4月16日）是天主教意大利籍主教，方济各会会士。曾任湖广宗座代牧（1839年-1856年）
1799年10月30日出生于意大利弗留利-威尼斯朱利亚大区的克劳泽托，本名若望·里佐拉蒂（Giovanni Domenico Rizzolati）。他被家族派往罗马省的方济各会学习，1820年发愿修道。1827年他接受傳信部派遣，到达中国，先在陕西传教，然后调往湖广。
1839年9月3日（8月30日）由教宗額我略十六世任命为湖广宗座代牧，领衔阿拉德主教。1840年7月19日由山西陕西代牧区主教艾若亚敬（Gioacchino Salvetti）祝圣。他在教区修建教堂，开办学校和孤儿院，并创建神学院。
由于清政府认为欧洲在从事渗透，李文秀遭到迫害和监禁。1856年4月8日离任。离开中国后，回到家乡，先在费拉拉工作，然后去罗马定居，住在金山聖伯多祿堂的修道院里，起草一部未能完成的拉汉词典。1862年4月16日（13日）在罗马去世。